# Односи Србије и Организације за европску безбедност и сарадњу
Односи Србије и Организације за европску безбедност и сарадњу су односи Републике Србије и Организације за европску безбедност и сарадњу.
Србија је један од 57 члана ОЕБС−а.
Република Србија је чланица ОЕБС од 10. новембра 2000. године, а 27. новембра 2000. године, на састанку Министарског савета ОЕБС у Бечу, потписивањем основних докумената ОЕБС (Завршни акт из Хелсинкија, Париска повеља, Истанбулски документ) прихватила је све норме, стандарде и обавезе које из тих докумената произилазе. Активно учествује у активностима ОЕБС у све три димензије – војно-политичкој, економско-еколошкој и људској, као и у раду Парламентарне скупштине ОЕБС, чије је 20. годишње заседање одржано у Београду од 6. до 10. јула 2011. године.
Мисија ОЕБС на Косову (ОМИК) успостављена је 1. јула 1999. године. Ова мисија, која је, са 699 запослених, највећа мисија ОЕБС на терену, она је званично статусно неутралана.

## Историја
СФР Југославија је била чланица КЕБС−а предноднице ОЕБС−а.
Југославија је учествовала 1975. у Хелсинкију на отварању прве Конференције за европску безбедност и сарадњу (КЕБС). Две године касније Београд је био домаћин састанка држава чланица КЕБС-а.

## Дипломатски представници

### Стални представник Републике Србије у Бечу
- Роксанда Нинчић, амбасадор од 2017.

Претходни представници:
- Вук Жугић, амбасадор

### Шеф Мисије ОЕБС−а у Србији
- Андреа Орицио (из Италије), амбасадор од октобра 2016.

Претходни шефови Мисије ОЕБС−а у Србији:
- Петер Буркхард (Швајцарска), амбасадор, шеф мисије од децембра 2012. одлазећи 2016.
- 2009-2012: Dimitrios Kypreos (Грчка)
- 2006-2009: Hans Ola Urstad (Норвешка)
- 2003-2006: Maurizio Massari (Италија)
- 2001-2002: Стефано Санино /Stefano Sannino/ (Италија)